# Bernat Serra
Bernat Serra va ser un poeta que va morir al segle xv.
Només se’n coneix una composició, Pus so destret no·m tenguats a follia. És una cançó d'estil trobadoresc amb influència de Jordi de Sant Jordi, i el senyal del la qual (Lirs cars vermells), recorda el de Blai Seselles (Mos liris blancs). Insisteix en el tòpic del vassallatge retut pel poeta a la dama i en la noblesa d'ella.